# Света Троїца-в-Словенських Горицях
Света Троїца-в-Словенських Горицях (словен. Sveta Trojica v Slovenskih goricah) — поселення в общині Света Троїца-в-Словенських Горицях, Подравський регіон‎, Словенія.